# Паевой инвестиционный фонд
Паевой инвестиционный фонд (ПИФ) является имущественным комплексом, без образования юридического лица, основанным на доверительном управлении имуществом фонда специализированной управляющей компанией с целью увеличения стоимости имущества фонда. Таким образом, подобный фонд формируется из денег инвесторов (пайщиков), каждому из которых принадлежит определённое количество паёв.
Цель создания ПИФа — получение прибыли на объединённые в фонд активы и распределение полученной прибыли между инвесторами (пайщиками) пропорционально количеству паёв. Инвестиционный пай (пай) — это именная ценная бумага, удостоверяющая право её владельца на часть имущества фонда, а также погашения (выкупа) принадлежащего пая в соответствии с правилами фонда. Инвестиционные паи, таким образом, удостоверяют долю инвестора в имуществе фонда и право инвестора получить из паевого инвестиционного фонда денежные средства, соответствующие этой доле, то есть погасить паи по текущей стоимости. Каждый инвестиционный пай предоставляет своему владельцу одинаковый объём прав. Учёт прав владельцев инвестиционных паёв (реестр) ведётся независимой организацией, ведущей реестр владельцев паёв.
ПИФ является предусмотренной российским законодательством формой взаимного фонда.

## Преимущества паевых инвестиционных фондов
Паевой инвестиционный фонд обеспечивает следующие преимущества инвесторам по сравнению с инвестициями через брокера:
- доступность, так как сумма инвестиций может начинаться от 1-3 тыс. руб.;
- диверсификация инвестиционных рисков даже для минимальных инвестиций;
- жёсткий контроль за деятельностью со стороны государства;
- прозрачная инфраструктура: средства пайщиков отделены от средств управляющей компании и хранятся в специализированном депозитарии;
- отсутствие налогообложения текущих операций фонда (в том числе отсутствует налог на прибыль), уплата подоходного налога или налога на прибыль производится лишь инвестором и только при продаже пая. Согласно действующему законодательству налог платят сами пайщики в случае получения дохода, то есть в момент продажи пая. Во время владения паем налоговых платежей не производится;
- профессиональное управление;
- высокая ликвидность пая (для открытых фондов);
- возможность поэтапной оплаты паёв при работе по схеме вызова капитала.

## Недостатки паевых инвестиционных фондов
- Более высокий риск по сравнению с инструментами с фиксированной доходностью и законодательно гарантированным возвратом средств — депозитами, высокорейтинговыми облигациями. Однако есть ПИФы, инвестирующие только в высокорейтинговые облигации и банковские депозиты (фонды денежного рынка), которые за счёт диверсификации могут служить инструментом дополнительного увеличения надёжности (понижения рисков).
- Дополнительные расходы на оформление и хранение инвестиционных сертификатов.
- Постоянно выплачиваемое вознаграждение управляющей компании, даже в моменты, когда фонд терпит убытки. Размер вознаграждения колеблется в пределах от 0,5 % до 5 % стоимости чистых активов фонда.
- Часто для открытых ПИФов законодательство накладывает ограничения на то, какие акции и облигации может покупать управляющий фондом. Частный инвестор не имеет таких ограничений.
- Для возмещения расходов, связанных с выдачей и погашением инвестиционных паёв, управляющие компании вводят скидки и надбавки.
Надбавка — это денежные средства, требуемые управляющей компанией или агентом дополнительно к стоимости паёв при их выдаче. Размер надбавки не может превышать 1,5 % от стоимости пая.
Скидка — это денежные средства, удерживаемые управляющей компанией или агентом из стоимости паёв при их погашении. Размер скидки не может превышать 3 % от стоимости пая.
У одного и того же фонда могут быть разные скидки и надбавки, в зависимости от того, через какого агента осуществляются операции.
- Если на фондовом рынке начинается затяжное падение цен, то управляющие компании ПИФов распродают не все акции, а только часть активов. ЦБ РФ с одной стороны требует строгого соблюдения оговоренной в инвестдекларации фонда структуры активов (что не позволяет перевести все активы в денежную форму), а с другой стороны такие требования поддерживают ликвидность фондового рынка. Такая ситуация не защитит капитал пайщика в случае обвала на рынке. Частные инвесторы и управляющие в доверительном управлении имеют право действовать более агрессивно, избавляясь от всех дешевеющих бумаг, так как их руки не связаны подобными законодательными нормами. Это стимулирует ещё больший обвал на рынке[1].

## Ожидаемая доходность паевых инвестиционных фондов
Законодательно фондам запрещено гарантировать или рекламировать ожидаемую доходность, можно лишь показывать прошлые достижения. На этот счёт один из руководителей ФСФР России однозначно указывал на аналогичность биржевой игры и ПИФов, утверждая, что пайщики ПИФов должны уметь выдерживать 50 процентное падение без паники, иные аналитики находили сходство в издержках, взимаемых управляющими ПИФами с брокерским вознаграждением, однако, брокер получает процент за сделку единоразово, а не ежегодно, как управляющие ПИФом.
Для оценки эффективности управления фондом достигнутую доходность обычно сравнивают с потенциальной доходностью, которую мог бы получить инвестор, если бы купил некий эталонный актив (сравнение с финансовым бенчмарком). Чаще всего в роли бенчмарков (эталонов) рассматривают национальные фондовые индексы. В России это индекс РТС или индекс ММВБ. Для США ориентиром служат индекс Доу-Джонса, S&P 500 и индексы NASDAQ.
Считается, что доходность инвестиций в активно управляемые ПИФы в среднем несколько ниже, чем при использовании некоторых видов пассивных стратегий за счёт расходов за управление ПИФом. Законодатель ограничивает расходы на управление ПИФом 10 % его активов, это и есть издержки — скидки и надбавки, услуги инфраструктурных организаций (спецдепозитарий, аудитор и регистратор), которые придется оплатить со всей стоимости пая, а не только с дохода, кроме того, сам доход облагается налогом. Однако такая оценка не учитывает дополнительную доходность, которую может приносить ПИФ за счёт льгот в налогообложении доходов, в частности, в соответствии с Налоговым кодексом России, отечественный инвестор имеет право на инвестиционный налоговый вычет при продаже ценных бумаг, купленных после 1 января 2014 года и находившихся в собственности инвестора более трёх лет.

## Виды паевых инвестиционных фондов и структура их активов
По направлениям инвестирования ПИФы подразделяют на следующие категории:
- Фонды акций
- Фонды облигаций
- Фонды смешанных инвестиций
- Фонды денежного рынка
- Индексные фонды
- Ипотечные фонды
- Фонды недвижимости
- Венчурные фонды
- Фонды прямых инвестиций
- Фонды товарного рынка
- Хеджевые фонды
- Рентные фонды
- Кредитные фонды
- Фонды фондов
- Фонды художественных ценностей

С декабря 2007 года все российские ПИФы также разделяются на:
1. ПИФы «для квалифицированных инвесторов» (инвестиционные паи которых ограничены в обороте — предназначены только для квалифицированных инвесторов)
  - венчурные фонды
  - фонды прямых инвестиций
  - кредитные фонды
  - хедж-фонды
  - фонды недвижимости (с расширенной инвестиционной декларацией)
2. ПИФы «для любых инвесторов» (инвестиционные паи которых не ограничены в обороте)

Фонд акций наиболее рисковый из всех видов фондов, но при этом потенциально и самый прибыльный. Фонд облигаций, наоборот, является наименее рискованным из-за устойчивости цен на эти бумаги. А смешанный фонд в свою очередь представляет собой фонд с варьирующейся доходностью и риском, в зависимости от того, какие бумаги в него входят и какие преобладают. Существует множество видов ПИФов в зависимости от пропорций вложений управляющими компаниями средств пайщиков в разные финансовые инструменты, а именно: акции, государственные, муниципальные или корпоративные облигации, а, кроме того, средства на счетах в банках. Более подробно возможный состав инвестиционного портфеля фонда можно увидеть в его правилах.
По времени, когда можно купить/продать паи ПИФы подразделяют:
- Открытый — обязаны выкупать и продавать паи каждый рабочий день
- Интервальный — открываются для покупки и продажи паёв в определённый период времени, оговорённый в правилах фонда, однако не реже раза в год
- Закрытый — продают паи при формировании фонда. Как правило, не выкупают паи до завершения фонда (кроме случая, когда пайщик не согласен с изменениями правил ДУ фонда). Инвестор может продать паи только на вторичном рынке, что не слишком просто. Дело в том, что фактически все ЗПИФы создавались для заранее установленного узкого круга клиентов, а там, где всё же принимали сторонних инвесторов, минимальный взнос составлял 1 млн рублей.

Открытые фонды должны держать свои активы лишь в высоколиквидной форме. К таким активам относят:
- Государственные ценные бумаги (при этом доля гособлигаций одного выпуска должна составлять не более 35 % всего активов фонда)
- Муниципальные ценные бумаги
- Акции и облигации российских АО (стоимость ценных бумаг одного эмитента не может составлять более 20 % стоимости всех активов фонда)
- Акции и облигации зарубежных компаний (доля таких активов не должна превышать 20 % стоимости всех активов фонда)[источник не указан 1459 дней]
- Ценные бумаги других государств
- Банковские счета (доля денежных средств на счетах в одном банке не должна превышать 20 % стоимости всех активов фонда)

Каждый из видов фондов имеет свои плюсы и минусы. Открытые фонды обеспечивают бо́льшую ликвидность средств пайщиков. Зато интервальные и закрытые фонды обычно более доходные, так как им проще планировать свои инвестиции на длительный период, так как пайщики не могут забрать свои средства из фонда в любой момент, меньше операционные расходы для обеспечения работы фонда. Поэтому помимо всех видов ценных бумаг, которые могут принадлежать открытому фонду, активы закрытого ПИФа могут так же составлять:
- Голосующие акции всех российских непубличных акционерных обществ
- Недвижимость и имущественные права на недвижимость
- Жилищные сертификаты

При этом государственные облигации одного выпуска не могут превышать 30 % всех активов интервального фонда, ценные бумаги непризнанных эмитентов в совокупности со стоимостью недвижимости — не более 65 %, а стоимость ценных бумаг признанных эмитентов в совокупности со средствами в банковских вкладах — не менее 35 %, в соответствии с нашим законодательством.
Среди других видов паевых фондов — индексные, покупающие акции в соответствии с пропорцией, воспроизводящей структуру индексов, таких как ММВБ, PTC. Преимуществом такого вида фондов являются низкие издержки, так как состав портфеля пересматривается относительно редко, только когда изменяется состав самого индекса, не требуется дорогой аналитической поддержки.
Кроме того, с недавнего времени российскому рынку стали известны закрытые паевые инвестиционные фонды, ориентированные на рынок недвижимости, изъять средства из которых можно только через несколько лет. Первый такой фонд был образован в марте 2003 года, а спустя год их уже насчитывалось около 10. Обычно ЗПИФы создаются на максимально разрешённый законом срок — 15 лет. Вложения в такие инструменты как недвижимость и земля показали хорошую доходность, а диверсификация вложенных средств между несколькими проектами снижает риски. Самыми доходными управляющие считают инвестиции фонда в строительство с последующей продажей объекта после его сдачи. А более стабильной и, естественно, менее доходной является сдача в аренду торговой или коммерческой недвижимости, приносящая до 10-15 %. Комиссия управляющей компании за управление закрытым паевым фондом обычно составляет 1-3 % от стоимости активов ЗПИФа.
Появились и другие виды закрытых паевых инвестиционных фондов, такие как: фонды прямых инвестиций и венчурные фонды.

## Состояние рынка ПИФов вРоссии
По данным Национальной лиги управляющих, по состоянию на 29 августа 2008 года количество работающих ПИФов — 1058, количество формирующихся — 19, количество управляющих компаний (УК) — 287, стоимость чистых активов (СЧА) всех российских ПИФов составила примерно 507 млрд руб, из них:
- закрытых фондов — 365 млрд руб.
- открытых — 104 млрд руб.
- интервальных — 38 млрд руб.

| Дата       | СЧА (млрд рублей) | Количество ПИФов | Количество УК |
| ---------- | ----------------- | ---------------- | ------------- |
| 01.06.2011 | 456,29            | 1293             | 414           |
| 01.01.2011 | 439,55            | 1251             | 420           |
| 01.01.2010 | 307,40            | 1252             | 328           |
| 01.10.2009 | 323,96            | 1177             | 311           |
| 01.07.2009 | 327,41            | 1093             | 288           |
| 01.04.2009 | 329,80            | 1084             | 282           |
| 01.01.2009 | 337,53            | 1050             | 268           |
| 01.12.2008 | 373,13            | 1061             | 291           |
| 01.10.2008 | 445,85            | 1069             | 288           |
| 01.09.2008 | 485,66            | 1058             | 287           |
| 01.08.2008 | 505,23            | 1055             | 285           |
| 01.07.2008 | 521,65            | 1058             | 283           |
| 01.06.2008 | 552,81            | 1059             | 284           |
| 01.05.2008 | 526,45            | 1063             | 285           |
| 01.04.2008 | 521,12            | 1061             | 282           |
| 01.03.2008 | 509,67            | 1028             | 276           |
| 01.02.2008 | 498,87            | 1012             | 274           |
| 01.01.2008 | 519,58            | 946              | 257           |
| 01.01.2007 | 253,84            | 620              | 183           |
| 01.01.2006 | 117,19            | 381              | 133           |
| 01.01.2005 | 76,97             | 270              | 99            |
| 01.01.2004 | 53,52             | 149              | 56            |
| 01.01.2003 | 12,54             | 62               | 30            |
| 01.01.2002 | 9,05              | 51               | 26            |
| 01.01.2001 | 5,12              | 37               | 21            |
| 01.01.2000 | 4,88              | 26               | 13            |
| 01.01.1999 | 4,15              | 18               | 11            |
| 01.01.1998 | 1,72              | 14               | 9             |
| 01.01.1997 | 0,02              | 3                | 3             |
| 01.01.1996 | 0,00              | 0                | 0             |

По данным портала Investfunds.ru, на 31 июля 2013 года крупнейшими управляющими компаниями открытых и интервальных паевых фондов являются «Сбербанк управление активами», которая имеет суммарную стоимость чистых активов 24,34 млрд руб с долей рынка 22,26 %, «Доверительная инвестиционная компания» (16,02 %), Райффайзен Капитал (11,67 %), УралСиб (9,80 %), Альфа-Капитал (6,30 %), ВТБ Капитал Управление активами (3,25 %), КапиталЪ (3,22 %). Суммарные активы этих компаний составляют 79,28 млрд руб, доля рынка — 72,52 %. Для сравнения, на апрель 2006 года членами американской национальной ассоциации инвестиционных компаний Investment Company Institute (ICI) были 8606 фондов с общей суммой активов в 9,2 триллиона долларов (примерно 234 трлн руб).
К концу 2010-х годов объём средств, привлеченных отечественными ПИФами, значительно увеличился. К началу 2019 года СЧА, по оценкам Банка России, превысила 3,3 трлн рублей, при этом прирост за 2018 год составил почти 14 %. 1 мая 2019 года президент Владимир Путин подписал Федеральный закон N 75-ФЗ «О внесении изменений в Федеральный закон „Об инвестиционных фондах“ и Федеральный закон „О Российском Фонде Прямых Инвестиций“», направленный, в первую очередь, на дополнительную защиту прав пайщиков инвестиционных фондов.